# Região Geográfica Imediata de Votuporanga
A Região Geográfica Imediata de Votuporanga é uma das 53 regiões imediatas do estado brasileiro de São Paulo, uma das seis regiões imediatas que compõem a Região Geográfica Intermediária de São José do Rio Preto e uma das 509 regiões imediatas no Brasil, criadas pelo IBGE em 2017.
É composta por 12 municípios, tendo uma população estimada pelo IBGE para 1.º de julho de 2017, de 169 653 habitantes e uma área total de 4 009,041 km².

## Municípios
Fonte: IBGE – Cidades
| Município              | População Estimada (2017) | Área (km²) |
| ---------------------- | ------------------------- | ---------- |
| Álvares Florence       | 3 795                     | 362.411    |
| Américo de Campos      | 5 967                     | 252.876    |
| Cardoso                | 12 328                    | 639.248    |
| Cosmorama              | 7 374                     | 441.68     |
| Floreal                | 2 982                     | 204.236    |
| Nhandeara              | 11 398                    | 436.159    |
| Parisi                 | 2 150                     | 84.737     |
| Pontes Gestal          | 2 594                     | 217.505    |
| Riolândia              | 12 086                    | 631.897    |
| Sebastianópolis do Sul | 3 411                     | 167.848    |
| Valentim Gentil        | 12 800                    | 149.741    |
| Votuporanga            | 92 768                    | 420.703    |
| Total                  | 169 653                   | 362,411    |